# Khu Camden của Luân Đôn
Khu Camden của Luân Đôn (tiếng Anh: London Borough of Camden) là một khu tự quản Luân Đôn thuộc Luân Đôn, Anh, và tạo thành một phần của vùng Ngoại Luân Đôn. Khu vực phía nam của Camden tạo thành một phần của trung tâm Luân Đôn. Chính quyền khu vực là Hội đồng khu tự quản Luân Đôn Camden.

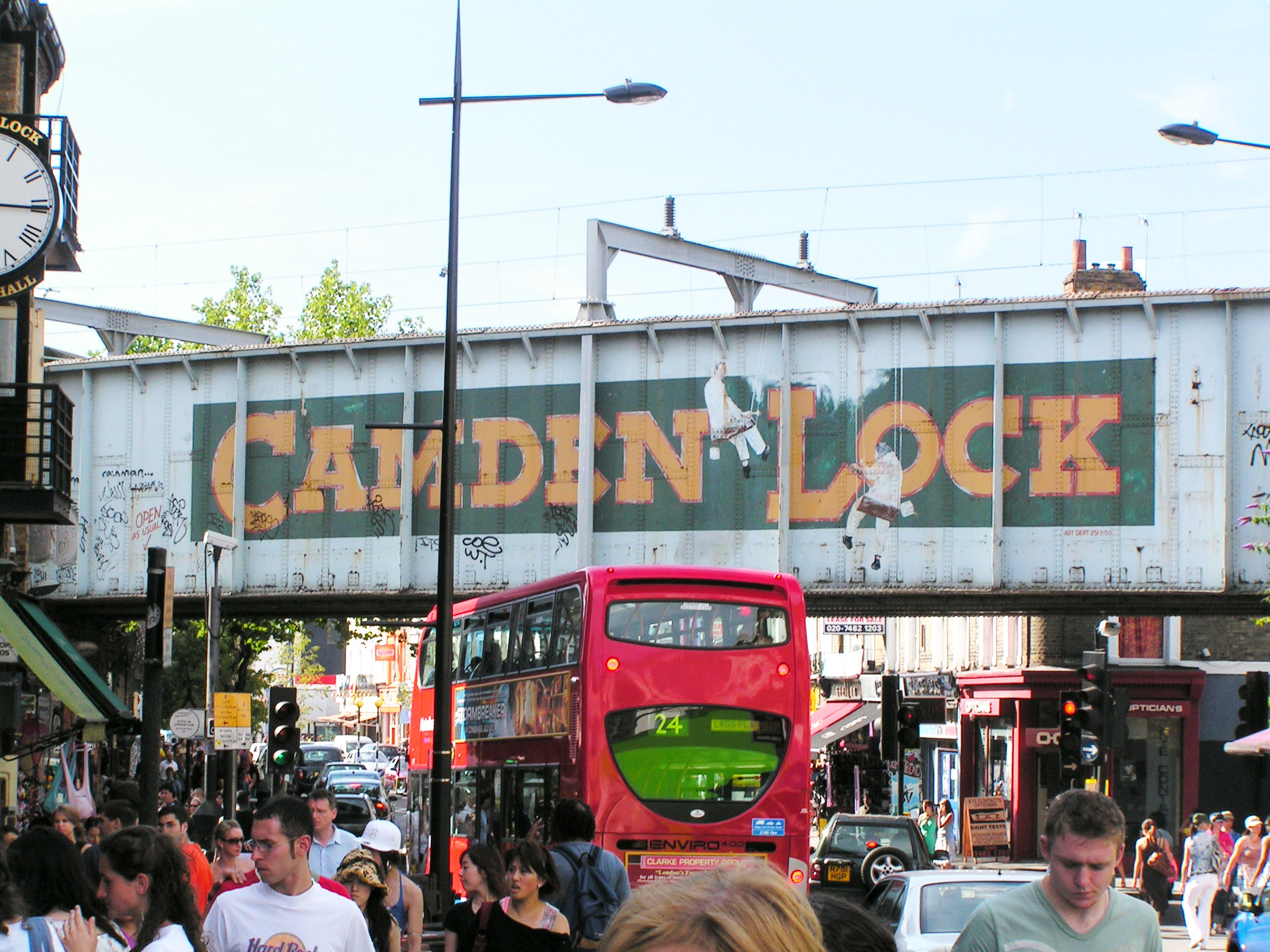
Tuyến xe điện Bắc Luân Đôn

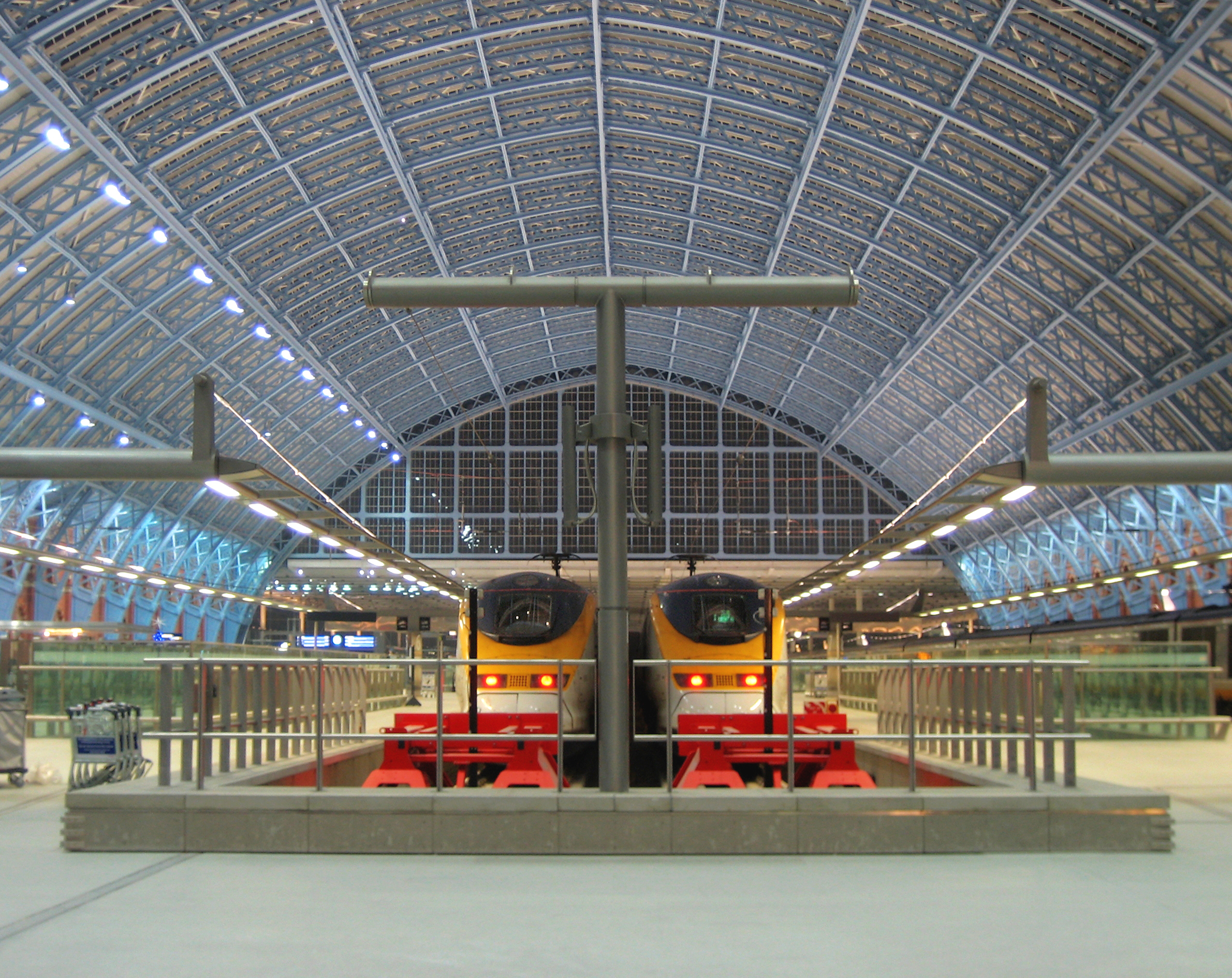
Nhà ga quốc tế St Pancras - điểm đến của các chuyến xe điện tiêu chuẩn châu Âu

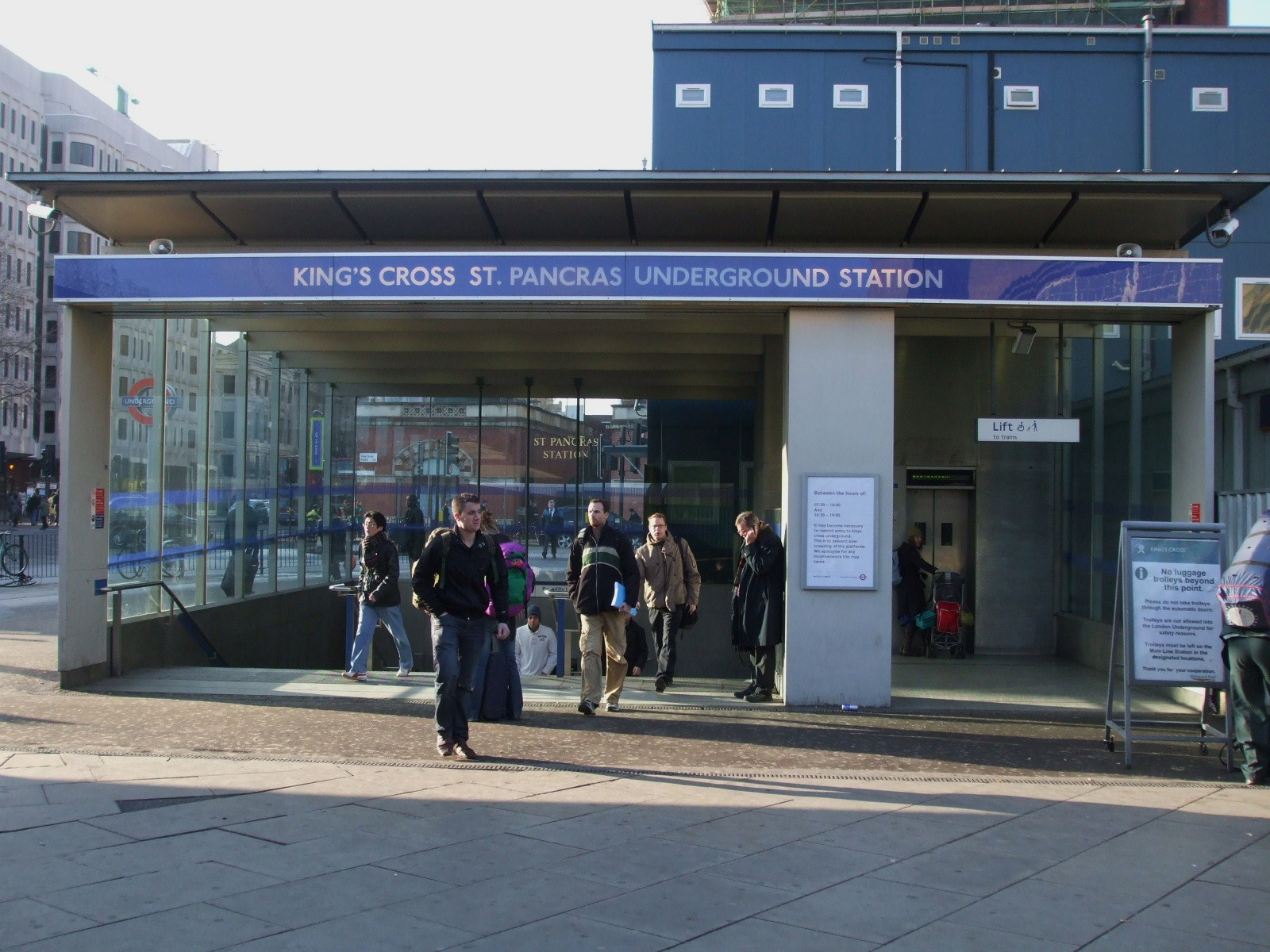
Trạm xe điện ngầm

### Đoạn phim
- Camden Council YouTube channel